# Dikoleps
Dikoleps är ett släkte av snäckor som beskrevs av Hoisaeter 1968. Dikoleps ingår i familjen Skeneidae.
Släktet innehåller bara arten Dikoleps pusilla.